# John Derbyshire
John Derbyshire, född den 3 juni 1945 i Storbritannien, är en amerikansk författare och journalist. Han var under flera år kolumnist för den konservativa tidskriften National Review och är bland annat känd för sin roman Seeing Calvin Coolidge in a Dream från 1996, som fick utnämningen "Notable Book of the Year" av New York Times. Derbyshire är idag framför allt en återkommande skribent på onlinemagasinet Taki's Magazine.

### Fotnoter
1. ↑  http://www.johnderbyshire.com/Books/Coolidge/page.html